# Riserva naturale dei Ciciu del Villar
La riserva naturale dei Ciciu del Villar è un'area naturale protetta del Piemonte, che si trova in località Costa Pragamonti, nei pressi dell'abitato del comune di Villar San Costanzo, tra Busca e Dronero in provincia di Cuneo.

## Territorio
La riserva naturale è stata istituita nel 1989, ed è amministrata dal Parco del Marguareis; si trova a Villar San Costanzo, in località Costa Pragamonti (Val Maira), ad una quota compresa tra 650 e 950 metri, e si estende su una superficie di 64 ha. La riserva è nata per proteggere un fenomeno di erosione molto particolare: le "colonne di erosione" (anche chiamate "piramidi di terra", o "Cicio 'd pera" in piemontese), che si ergono ai piedi del massiccio del monte San Bernardo. Queste formazioni sono sculture morfologiche naturali, con una tipica forma di funghi, il cui cappello è costituito da un masso erratico (anche di notevoli dimensioni) ed il cui gambo è costituito da terra e pietrisco. In quest'area queste colonne di erosione prendono il nome popolare di ciciu, parola in lingua piemontese (secondo la cui grafia andrebbe scritta come cicio) che significa pupazzo o fantoccio.
Nel 2000 è stato effettuato un censimento a cura di Alberto Costamagna, ricercatore del dipartimento di geografia fisica dell'Università degli Studi di Torino, durante il quale sono state contate 479 formazioni concentrate in un'area di circa 0,25 km², a volte isolate, a volte raggruppate. Anche le dimensioni delle formazioni possono variare: l'altezza può oscillare dal mezzo metro delle più basse, fino ai 10 m di quelle più alte, anche se generalmente non supera i 2 m; il diametro del "gambo" varia tra 1 e 7 metri (generalmente intorno ai 3 m), mentre quello del "cappello" può arrivare fino agli 8 m.
Questo fenomeno naturale è simile a quello delle piramidi di terra dell'Alto Adige, che ha portato alla formazione di colonne di erosione nelle zone di Renon e Plata, o ai camini delle fate della Cappadocia e alla Ciudad encantada nei pressi di Cuenca; ma piramidi di terra sono visibili anche a Segonzano (TN), Cislano (BS) e Postalesio (SO).

## Storia
I "ciciu" si sono formati presumibilmente al termine dell'ultima era glaciale, in seguito allo scioglimento dei ghiacciai che portò il torrente Faussimagna (affluente di sinistra del torrente Maira) ad esondare, erodendo le pendici del monte San Bernardo e trasportando a valle un'enorme massa di detriti. Questo portò alla formazione di un conoide alluvionale costituito da un terreno rossiccio, ricco di sostanze ferrose, che costituisce i gambi degli attuali funghi di erosione. In seguito, presumibilmente per effetto di frane e terremoti, rotolarono a valle diversi massi staccatisi dal monte San Bernardo: pietre di colore più scuro, che ricoprirono il terreno alluvionale. A poco a poco il Faussimagna ricoprì anche le pietre scure, fino a quando, per effetto dei violenti movimenti tettonici avvenuti durante il Pleistocene superiore, il terreno subì un improvviso innalzamento, e il fiume si ritrovò a scorrere più in basso. Iniziò quindi ad erodere il terreno, riportando alla luce i sassi che aveva ricoperto, arrotondandoli e levigandoli a poco a poco. Allo stesso modo il terreno subì l'azione erosiva degli agenti atmosferici: ma mentre il terreno poco coerente del versante della montagna venne portato via facilmente, i sassi fornirono una sorta di "protezione" alle colonne di terreno sottostanti, riparandoli come se fossero ombrelli. Il risultato è quello che vediamo ancora adesso, con i massi erratici sorretti da colonne di terreno: dei camini delle fate.
L'azione erosiva non si è ancora fermata ai nostri giorni: continua ad avvenire, per effetto delle piogge e dei rigagnoli che si formano dopo di esse, ma in modo più lento. Tuttavia, accade talvolta che la colonna di terreno che sorregge un masso, per effetto dell'erosione, diventi troppo sottile: in questo caso il "ciciu" si distrugge ed il masso rovina a terra, esponendo il gambo a un'erosione accelerata, e proteggendo dal dilavamento una nuova porzione di terreno (ponendo quindi una situazione favorevole alla creazione di un nuovo ciciu, anche se i tempi sono ovviamente molto lunghi).
Lo studio effettuato nel 2000 ha poi evidenziando la presenza di almeno due diverse generazioni di colonne di erosione: i "ciciu" si sarebbero quindi formati in almeno due fasi evolutive distinte.

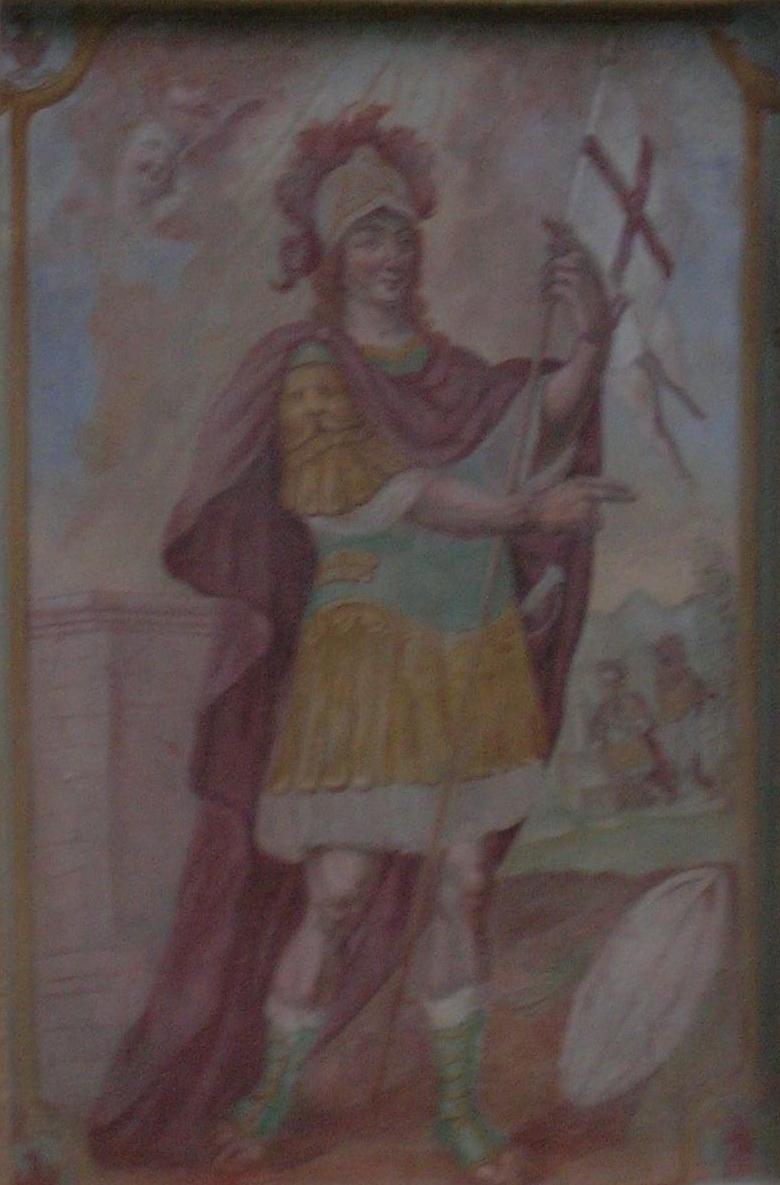
San Costanzo, dipinto sulla facciata di San Costanzo al Monte.

## Leggende
Nei secoli si sono sviluppate varie leggende sull'origine di queste formazioni erosive: o frutti di incantesimi oppure frutti di miracoli. Ad esempio, secondo una leggenda i ciciu si formerebbero nottetempo per effetto delle masche, le streghe del folclore piemontese, oppure sarebbero delle masche trasformate in pietra, dopo un uragano che avrebbe interrotto un rito magico di un sabba, con nefaste conseguenze.
 Ma la leggenda più diffusa è quella che vuole i "ciciu" formatisi in seguito ad un miracolo di San Costanzo, un legionario romano della legione "Tebea" che, secondo la tradizione, venne martirizzato intorno all'anno 303-305 d.C., durante la persecuzione dei cristiani attuata dall'imperatore Diocleziano. Si narra che San Costanzo fosse arrivato fino al monte San Bernardo, per sfuggire a 100 soldati romani che volevano ucciderlo; ad un tratto si voltò verso i legionari che lo schernivano e minacciavano di morte, e disse loro: "O empi incorreggibili, o tristi dal cuore di pietra! In nome del Dio vero vi maledico. Siate pietre anche voi!", e così si formarono i "Ciciu".
 Questo non bastò però a salvare il santo, che fu raggiunto da altri legionari, e ucciso sul monte San Bernardo: nel XII secolo nel luogo dell'uccisione venne costruito il santuario di San Costanzo al Monte, visitabile ancora ai nostri giorni.

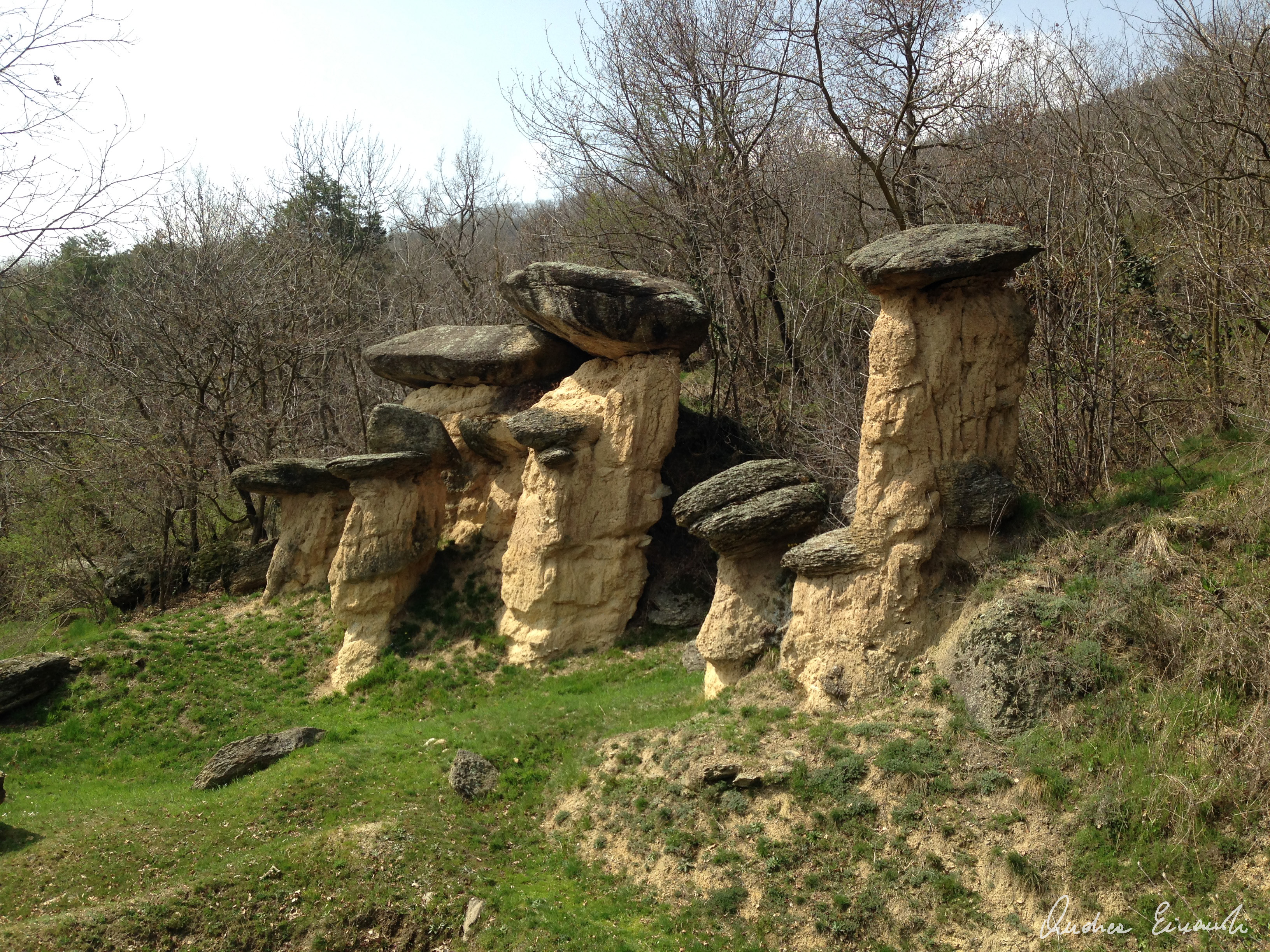
Gruppo di Ciciu.

## Morfologia
I "ciciu" sono funghi rocciosi composti, come si è detto, da due parti: da un "cappello" di gneiss occhiadino, un tipo di roccia metamorfica di origine magmatica caratterizzata da bande grossolane di minerali alternativamente chiari e scuri, tipica del massiccio Dora-Maira (dominio geologico alpino che si estende dalla bassa Valle Maira alla media Valle Susa); e da un "gambo" di terra e pietrisco, costituito prevalentemente da una frazione fine (al 90% limo e sabbia, al 10% argilla), a cui si aggiungono frammenti di quarzo, gneiss e micascisti: una miscela molto friabile, cementata da una matrice silicea ricca di ossidi di ferro, che le conferisce il tipico colore rossastro.

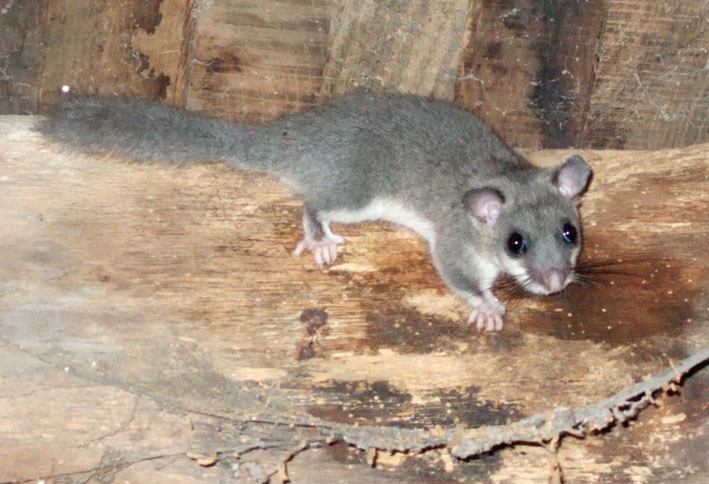
Il ghiro, uno degli animali più comuni della riserva.

## Flora e fauna
La riserva non protegge solo le strutture dei "ciciu", ma vi si trovano anche una fauna e una flora molto ricche. Il bosco in cui è immerso il "giardino roccioso" è composto prevalentemente da querce roverelle e castagni, ma è stata stimata la presenza di circa 300 specie floristiche diverse. L'abbondante vegetazione svolge anche un compito "morfologico", rallentando l'azione erosiva degli agenti atmosferici e proteggendo così i "ciciu". La fauna è quella tipica della zona: vi si trovano molte specie di uccelli, fra cui il picchio muratore, il picchio rosso minore, il picchio verde, la cincia dal ciuffo e la cinciarella, il codibugnolo, il fiorrancino, il regolo, la poiana, il falco pellegrino, la civetta, l'allocco e il barbagianni. Fra i mammiferi la presenza predominante è costituita dai ghiri, ma è stata segnalata la presenza anche di scoiattoli, volpi, cinghiali, caprioli, donnole, faine e tassi.

## Strutture ricettive
L'area è sempre aperta ed è visitabile tutto l'anno, è dotata di servizi igienici ed aree attrezzate per il pic-nic. Presso il "Centro visite" si può reperire materiale promozionale e didattico ed opuscoli informativi, ed i guardaparco sono a disposizione per fornire ogni tipo di ragguaglio sulla Riserva Naturale. Su prenotazione è possibile effettuare visite guidate per le scuole.
I visitatori possono fruire di tre diversi percorsi per conoscere ed ammirare i Ciciu del Villar: il percorso turistico (Ciciuvagando), con un tempo di percorrenza di circa 45 minuti; il percorso escursionistico che inizia da una diramazione del percorso turistico e si snoda lungo la Costa Pragamonti, in direzione del Colle Liretta, con un tempo di percorrenza di circa due ore; il percorso ginnico, con 16 stazioni dotate di attrezzi sportivi in legno lungo un vallone di circa 500 metri. Inoltre vi è la possibilità di raggiungere in circa 3 ore il Colle della Liretta, da cui ci si può lanciare con deltaplani e parapendii.
A circa 2 km dalla riserva Naturale è presente un camping che ha apertura stagionale (giugno-settembre). L'accesso al campeggio è situato sulla SP24 a 3 km da Dronero direzione frazione La Morra/Busca.
Dalla fine del 2007 l'area è inoltre diventata un sito di riferimento del Cuneese per la pratica del bouldering; occorre comunque precisare che questa attività è praticata sui massi e sulle formazioni rocciose che si trovano a margine della riserva, e non sui "ciciu" (anche perché è assolutamente vietato arrampicarsi sui "ciciu", in quanto un'attività simile rischierebbe di rovinarli irreparabilmente).

## Galleria d'immagini

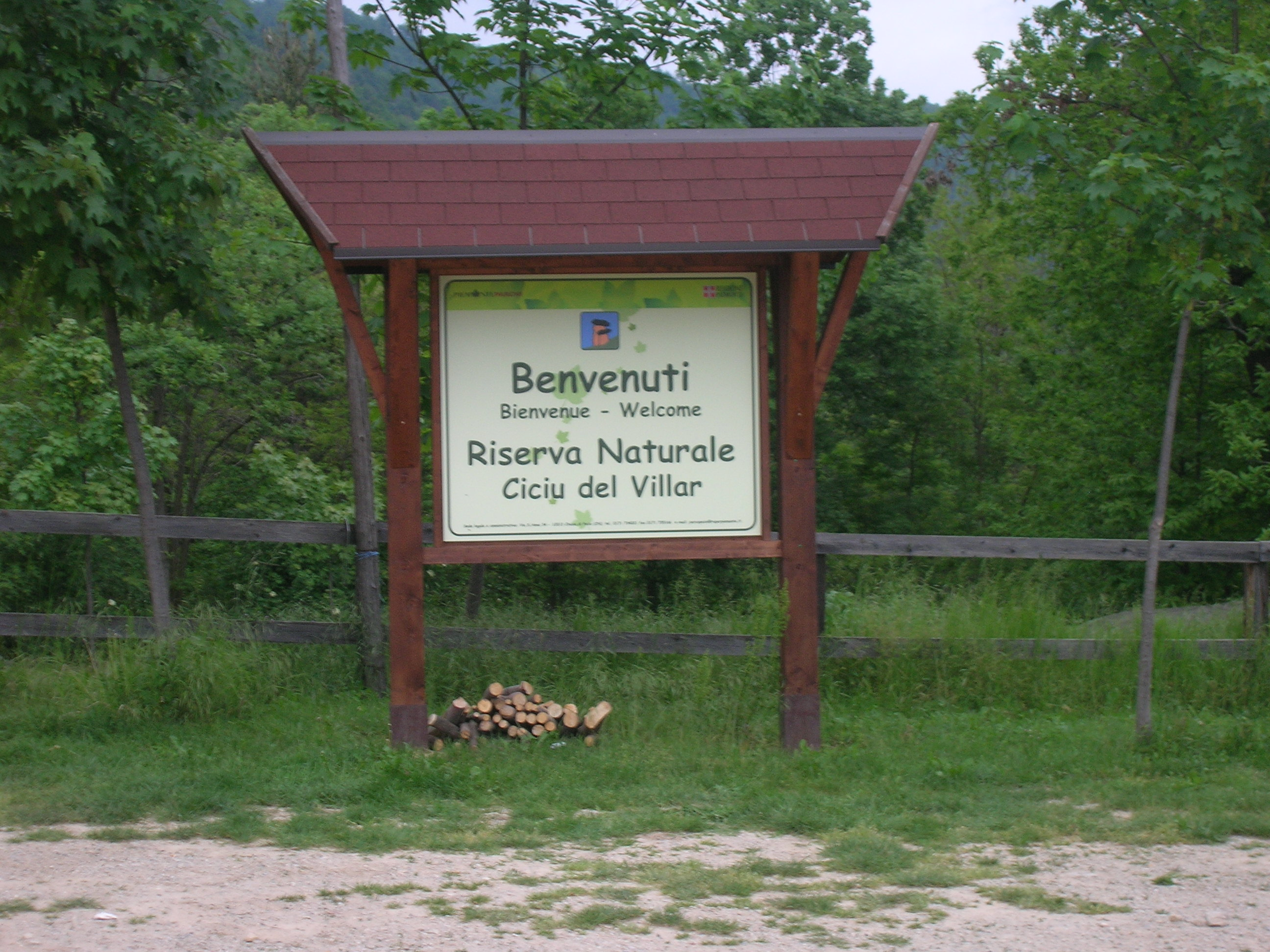
Ingresso dell'area protetta.
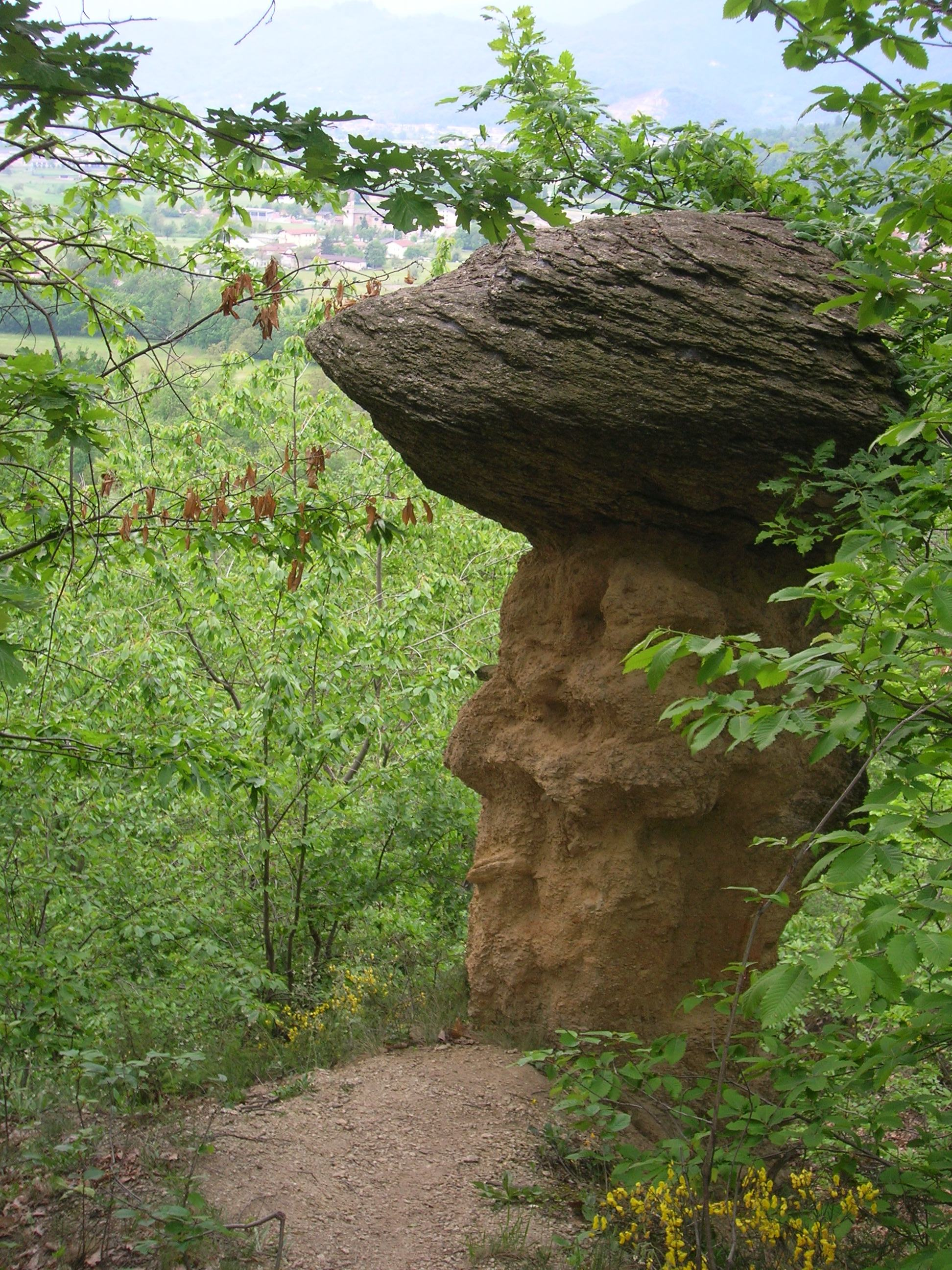
"Ciciu" lungo il sentiero
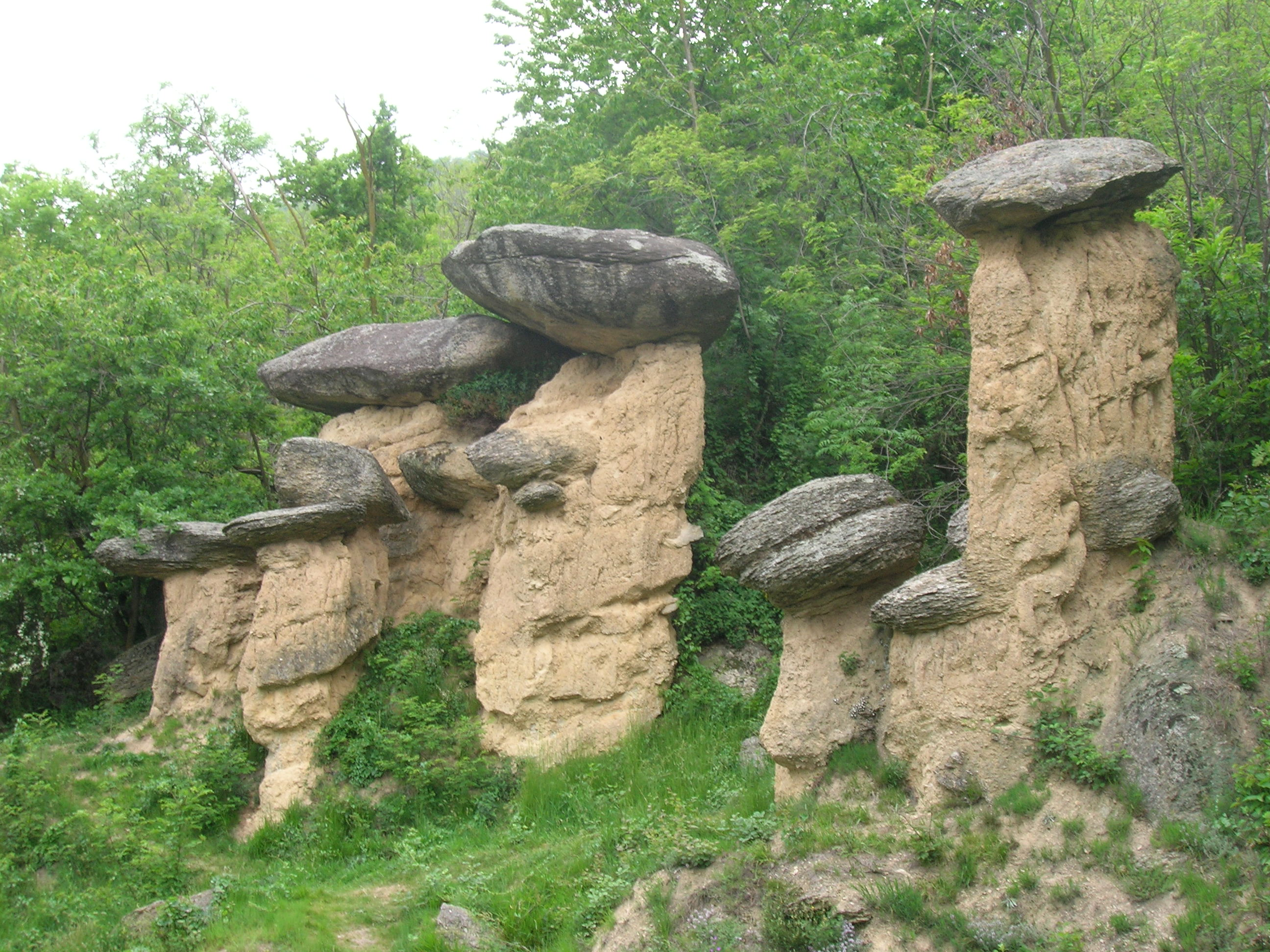
Gruppo di "ciciu" alti diversi metri, denominato "la famiglia".
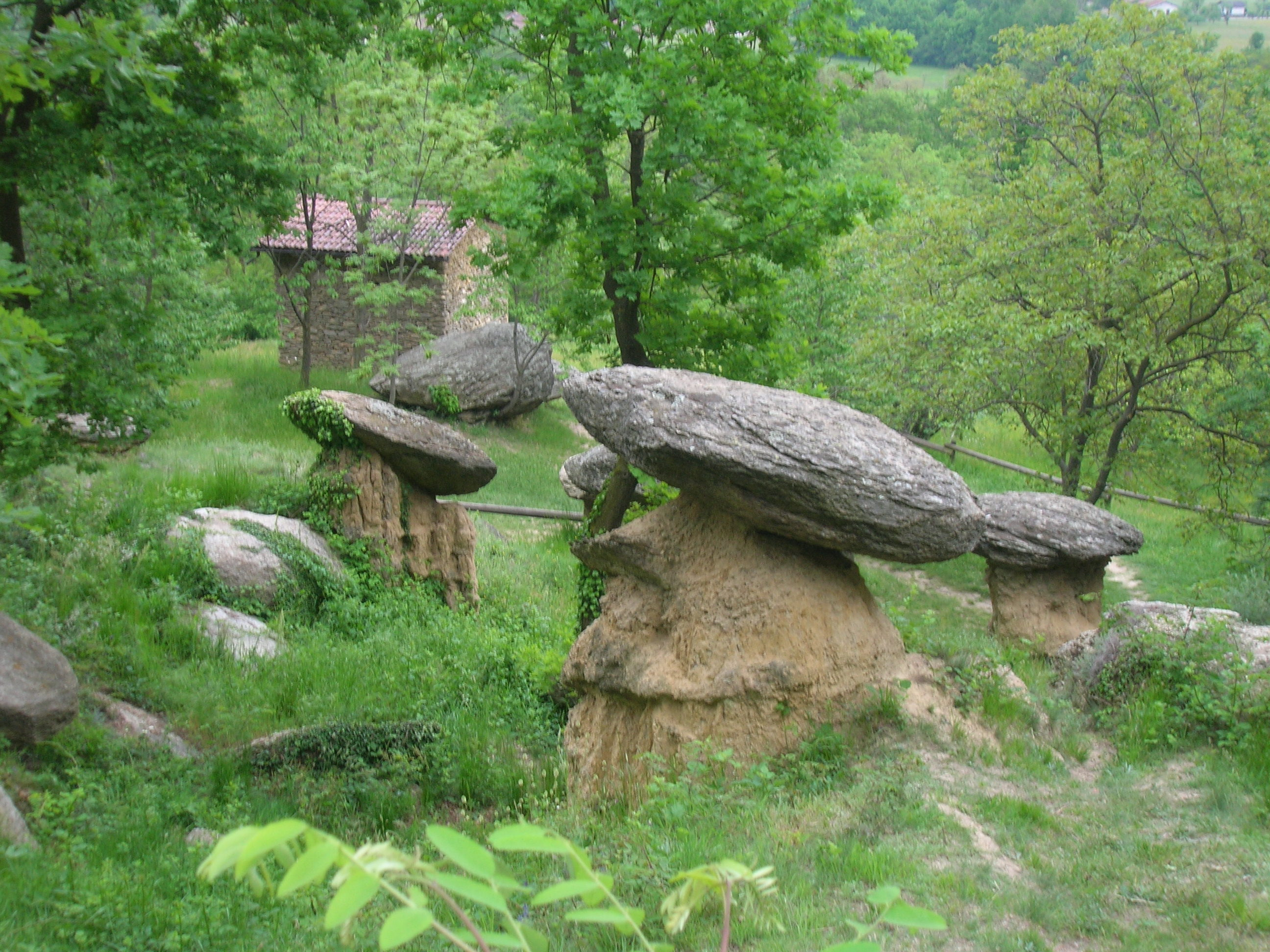
Altri "ciciu", alti circa 1 metro.